# Lahmajärvi
Lahmajärvi är en sjö i Finland. Den ligger i kommunen Urdiala i landskapet Birkaland, i den södra delen av landet, 110 km nordväst om huvudstaden Helsingfors. Lahmajärvi ligger 125,1 meter över havet. I omgivningarna runt Lahmajärvi växer i huvudsak blandskog. Arean är 70,9 hektar och strandlinjen är 6,48 kilometer lång. Sjön  ingår i Kumo älvs huvudavrinningsområde. 